# Machir Bay
Die Machir Bay ist eine Bucht an der Westküste der schottischen Hebrideninsel Islay. Sie befindet sich an der Halbinsel Rhinns of Islay im Südwesten der Insel wenige hundert Meter westlich der kleinen Streusiedlung Kilchoman. An der Einfahrt ist die etwa 1,2 km weit ins Land schneidende Bucht 2,8 km breit. Im Norden wird die Bucht durch das Kap Coul Point begrenzt. Die Nord- und Südküste der Machir Bay ist in der Regel felsig, am Kopf läuft die Bucht jedoch in einem sandigen Strandbereich aus. Entlang der Küstenlinie münden mehrere kleine Bäche in die Machir Bay. Erwähnenswert sind der aus Loch Gorm abfließende Allt na Criche sowie der Allt Gleann na Ceardaich, die beide am Kopf der Bucht einmünden. Wenige hundert Meter südlich beginnt die Kilchiaran Bay.

## Umgebung
Obschon die Umgebung von Machir Bay heute beinahe unbewohnt ist, ist sie bereits seit langen Zeiten besiedelt. Im Südosten der Bucht befinden sich die Überreste zweier Duns. Einer liegt auf einer felsigen Anhöhe in Küstennähe unweit der alten Straße von Kilchoman nach Kilchiaran. Das eingeschlossene Areal umfasst eine Fläche von 20 m × 13 m. Von dem etwa 3,5 m mächtigen Mauerwerk sind heute kaum mehr als die grasüberwachsenen Grundmauern zu sehen. Der zweite Dun liegt ebenfalls auf einer Anhöhe. Seine 3,5 m mächtigen Außenmauern folgen im Wesentlichen der natürlich vorgegebenen Form und umschließen ein annähernd kreisrundes Areal mit einem Durchmesser von 13 m. Der 1,5 m weite Eingang befindet sich im Westnordwesten. Es existieren auch Überreste einer Außenmauer und weiteren Außenanlagen, jedoch ist das Objekt nicht ausreichend archäologisch erschlossen, um einen Gesamtüberblick zu erlauben.
Wenige hundert Meter westlich der Bucht befinden sich die Ruinen der Kilchoman Church. Der Bau des derzeit sichtbaren Kirchengebäudes wurde 1827 abgeschlossen. Es existierte jedoch ein Vorgängerbau aus dem 14. Jahrhundert. Da es sich bei Kilchoman um eines der christlichen Zentren Schottlands handelt, gibt es auch Anzeichen für eine weiter zurückreichende Nutzung als frühchristliche Stätte.

## Schiffsunglücke
An den Felsen der Machir Bay ereigneten sich zahlreiche Schiffsunglücke. Das bekannteste Ereignis ist wohl der Untergang der Otranto. Am 6. Oktober 1918 kollidierte die als militärischer Hilfskreuzer fungierende Otranto bei widrigen Witterungsbedingungen mit der Kashmir, bekam Schlagseite und zerschellte schließlich an den Felsen von Machir Bay. Dieses Unglück, das 431 Menschenleben forderte, zählt zu den schwersten Konvoiunfällen des Ersten Weltkriegs. Auch die aus Norwegen stammende La Plata zerschellte am 16. November 1888 in einem Sturm mit Schlagseite in Machir Bay. Ursächlich war eine Ladungsverschiebung infolge ungenügender Ladungssicherung. Drei Besatzungsmitglieder starben. Die aus Palermo stammende Stella wurde durch starke Winde auf ihrer Fahrt nach Greenock am 18. November 1835 in die Machir Bay getrieben und lief dort auf Grund. Teile des geladenen Weins konnten gerettet werden.